# Marzenna Lipińska
Marzenna Lipińska – dziennikarka Programu I Polskiego Radia, od niemal 20 lat związana z audycją Radio Kierowców. W 2002 nominowana do nagrody CHRYZOSTOMA, dla dziennikarza mówiącego najpiękniej po polsku. W 2003 roku została odznaczona Srebrnym Krzyżem Zasługi przez prezydenta RP Aleksandra Kwaśniewskiego.